# Одисея
„Одисея“ (гр. Ὀδυσσεία) е втората голяма древногръцка епическа поема, за чийто автор се смята Омир. Описва приключенията на митичния герой Одисей по време на завръщането в родината му – остров Итака, след края на Троянската война, а също и приключенията на съпругата му Пенелопа, която го очаква. Това пътуване трае близо десет години, но в поемата са описани последните тридесетина дни от него. Също както и в другото знаменито произведение на Омир – „Илиада“, в „Одисея“ изобилстват приказни елементи (срещата с циклопа Полифем, със Сцила и Харибда, нимфата Цирцея и т.н.).

## Сюжет
Действието в „Одисея“ включва последните дни от пътешествието на Одисей, събитията, случили се назад са пресъздадени чрез „връщания назад“ в повествованието. То се разполага на много места: в Итака, където чакат Одисей, в Средиземно море, където той се бори с бурите и морските чудовища, заемки от най-древния фолклор в Европа. Макар че трае само 40 дни, действието обхваща широк период от миналото: хитростта на поета, който е хитроумен колкото и героят му, се състои в това, че той подвежда Одисей да разкаже сам за премеждията, които предхождат пристигането му при нимфата Калипсо. Тези разкази, насочени към феаките, гостоприемни домакини спрямо него, заемат от ІХ до ХІІ песен на поемата. В края на ХІІ песен читателят е върнат при Калипсо в момента, когато той открива при нея Одисей, към V песен. Редуват се злощастията сред злотворните същества с щастливите срещи, преди героят да преоткрие вярната Пенелопа: Одисей е приет от магьосницата Кирка, от влюбената в него Калипсо и от Навзикая, изтъкана от човечност. През цялото странстване, в течение на което той неведнъж рискува живота си и среща смъртта няколко пъти, Одисей е съпътстван от вярната му покровителка Атина, чието приятелство към героя си остава безукорно: това е знак за дълбока промяна в света, който не прилича вече на този в „Илиада“, където боговете са разположени категорично над хората и намесите им са винаги чудотворни; те непрекъснато и бързо сменят местоположението си, развихрят силите на природата, излекуват раните за миг на онзи, когото обичат, правят го мъдър или безумен, но действуват като хората, в защита на по-доброто. Съвсем друг характер имат чудотворствата, които са представени в „Одисеята“, където те явно идват от по-древни приказки и Одисей им противопоставя своята находчивост, бързо приспособяващия си интелект и явното си хитроумие.

## Резюме
Някои приемат тази поема на Омир като най-ранния роман в стихове в античната литература. В тази творба се проследяват странствуванията на хитроумния гръцки герой, чието завръщане у дома е възпрепятствано от гнева на преследващия го Посейдон, богът на морето. За да се озове отново в своята родна Итака, героят трябва да премине в течение на десет години през невероятни премеждия: бури, подводни скали, чудовища и магьосничества.
В първите четири песни Омир разказва за странствуванията на Телемах, синът на Одисей, който тръгва да търси баща си като следва съветите на богинята Атина, която го предвожда приела облика на героя Ментор. Действително в Итака претендентите за ложето на Пенелопа вече са се настанили в двореца на Одисей и настойчиво увещават жена му да се омъжи втори път.
Одисей разказва за пътешествието си, от острова на нимфата Калипсо до царството на феаките, на чиито бряг го изхвърля силна морска буря. Дъщерята на царя на феаките Навзикая го отвежда в двореца на баща си, който го приема изключително дружелюбно. По време на пиршеството Одисей слуша как един аед пресъздава войната пред Троя. Развълнуван от чутото Одисей се разкрива пред тях и в поемата се подхваща разказа за пътешествията на героя след края на Троянската война: по волята на случая той се озовава при лотофагите, които се хранят с цветето на забравата – лотосът; после пребивава в страната на Циклопите – еднооки великани, които се хранят с човешка плът; след това попада при Лестригоните /човекоядци/, а по-късно магьосницата Кирка /Цирцея/ превръща спътниците му в свине.
Междувременно Одисей слиза в Долния свят, успява да се изплъзне от омагьосващата песен на Сирените, но трябва да приеме седемгодишното доброволно пленничество при красивата магьосница Калипсо.
Царят на феаките осигурява кораби за Одисей, за да се завърне той в родната си Итака. Предрешен като просяк, героят се озовава в дома на гостоприемния му свинар Евмей, среща Телемах и е разпознат от старата му дойка и от кучето му.
Накрая Одисей побеждава като опъва собствения си лък нахалните претенденти за ръката на жена му Пенелопа. Тя го разпознава по силата му. Пенелопа му изповяда, че му е останала вярна докрая, че хитро е тъкала платно през деня, а през нощта го е разваляла, тъй като е обещавала на претендентите, че ще се омъжи повторно след като изтъче платното си. Като награда за любовната вярност на Пенелопа и за неотстъпното упорство на юнака Одисей - боговете удължават любовната нощ на намерилите се отново съпрузи.

## Песни
Поемата е разделена от древногръцкия граматик Зенодот Ефески на 24 части (песни), колкото са буквите в гръцката азбука:
- Песен I: Съвещание на боговете. Атина поощрява Телемах.
- Песен II: Народното събрание на итакийците. Пътуването на Телемах.
- Песен III: Посещението в Пилос
- Песен IV: Гостуването в Лакедемон
- Песен V: Салът на Одисей
- Песен VI: Одисей при феаките
- Песен VII: Посещението на Одисей у Алкиной
- Песен VIII: Гостуването на Одисей у феаките
- Песен IX: Разказът пред Алкиной. Циклопите.
- Песен X: Премеждията при Еол, лестригоните и Кирка
- Песен XI: Царството на сенките
- Песен XII: Сирените, Сцила и Харибда, кравите на Хелиос

- Песен XIII: Прощаването на Одисей с феаките и пристигането му в Итака
- Песен XIV: Разговорът на Одисей с Евмей
- Песен XV: Пристигането на Телемах при Евмей
- Песен XVI: Телемах познава Одисей
- Песен XVII: Телемах се връща в Итака
- Песен XVIII: Борбата на Одисей с Ир
- Песен XIX: Одисей при Пенелопа. Умиването.
- Песен XX: Произшествията преди избиването на женихите
- Песен XXI: Състезанието с лъка
- Песен XXII: Избиването на женихите
- Песен XXIII: Пенелопа познава Одисей
- Песен XXIV: Примирието...

## Особености на епическия стил
1. Избират се събития от далечното минало /Легендата за Златния век/
2. Действието протича в два плана – човешки и божествен
3. Разказът излъчва величаво спокойствие
4. Доминира обективното изложение
5. Героите и събитията се представят преднамерено хиперболизирани
6. Поетът съзнателно архаизира повествованието
7. Героите от миналото са хора с необикновена сила
8. Ретардацията придава епически простор на повествованието
9. Хронологическа несъвместимост, т.е. линейно повествование
10. Постоянни формули и повторения
11. Шаблонни стихове:
Щом се показа родената рано Зора розопръста
12. Постоянни украсяващи епитети:
Бързоногият Ахил /46/; Хитроумният Одисей /45/